# قصوان أبيض الرأس
قصوان أبيض الرأس (الاسم العلمي:Cirsium leucocephalum) هو نوع من النباتات يتبع جنس القصوان من الفصيلة النجمية.